# Melkendorf (Kulmbach)
Melkendorf (oberfränkisch: Melgndoaf) ist ein Gemeindeteil der Großen Kreisstadt Kulmbach im  Landkreis Kulmbach (Oberfranken, Bayern). Die Gemarkung Melkendorf hat eine Fläche von 4,546 km². Sie ist in 1121 Flurstücke aufgeteilt, die eine durchschnittliche Flurstücksfläche von 4055,53 m² haben. In ihr liegen neben dem namensgebenden Ort die Gemeindeteile Oberauhof, Steinenhausen und Unterkodach.

## Geographie
Das Pfarrdorf liegt am Zusammenfluss von Rotem und Weißem Main zum Main.
Die Staatsstraße 2190 führt nach Katschenreuth (1,8 km südwestlich) bzw. nach Kulmbach zu einer Anschlussstelle der Bundesstraße 289 (1,6 km nördlich). Gemeindeverbindungsstraßen führen nach Kulmbach zur Bundesstraße 85 (2,2 km nordöstlich) und nach Unterzettlitz (1,6 km südöstlich). Anliegerwege führen nach Steinenhausen (1 km südwestlich) und nach Oberauhof (0,9 km westlich).
Bis 1993 wurde ein Haltepunkt an der Strecke Thurnau–Kulmbach bedient. Diese wurde stillgelegt und weitgehend abgebaut.

## Geschichte

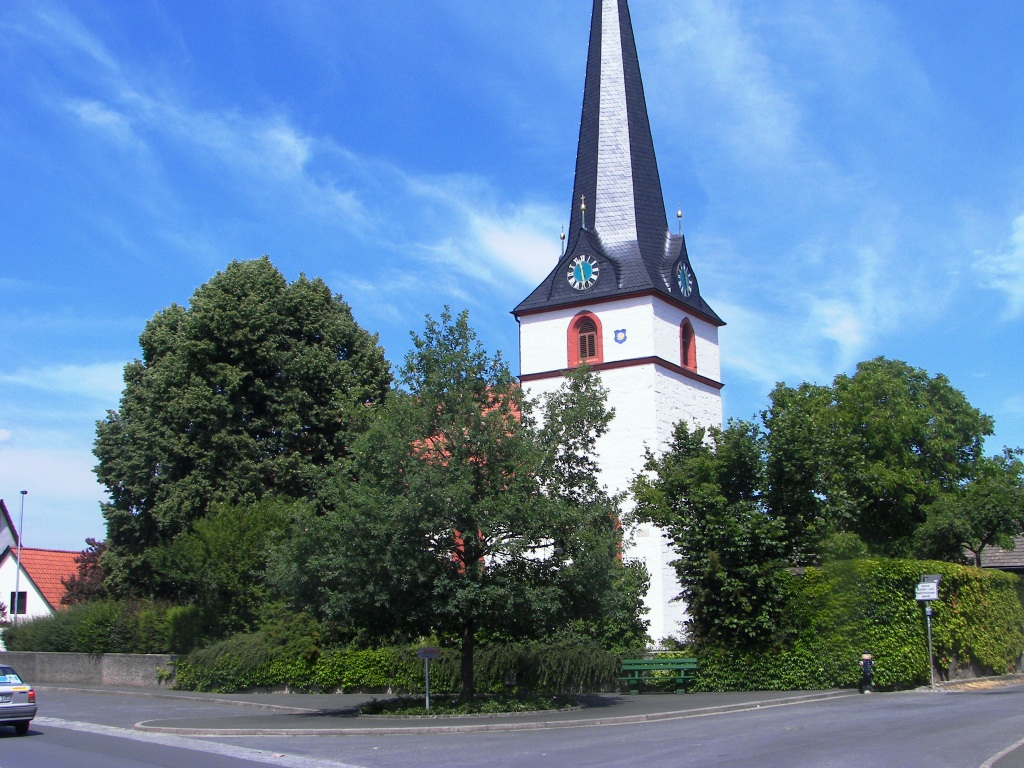
St. Aegidius

Melkendorf lag an der Fernhandelsstraße Bamberg–Böhmen. 1303 wurde er als „Melchendorf“ erstmals urkundlich erwähnt und 1317 mit dem heutigen Namen „Melkendorf“. Das Bestimmungswort ist Madaleich, der Personenname des Siedlungsgründers.
Das Schloss Steinenhausen der Grafen von Henneberg wurde im Jahr 1316 befestigt. Im Jahr 1430 wurde der Ort, ebenso wie Kulmbach, beim Einfall der böhmischen Hussiten zerstört und anschließend wieder aufgebaut. Im Zuge der Reformation wurde Melkendorf 1525 protestantisch. Noch zweimal wurde er im Bundesständischen Krieg am 14. Juli 1553 sowie im Dreißigjährigen Krieg am 15. März 1634 durch die Soldaten des Herzogs von Weimar zerstört.
Gegen Ende des 18. Jahrhunderts gab es in Melkendorf 55 Anwesen, eine Kirche und ein Pfarrhaus. Das Hochgericht übte das bayreuthische Stadtvogteiamt Kulmbach aus. Dieses hatte zugleich die Dorf- und Gemeindeherrschaft. Grundherren waren
- das Kastenamt Kulmbach (6 Anwesen: 1 Mahlmühle, 1 Wirtshaus, 1 Schmiede, 1 Höflein, 1 Söldengütlein, 1 Haus),
- der Markgräfliche Lehenhof Bayreuth (11 Anwesen: 1 Gut, 2 Gütlein, 2 Söldengüter, 3 Tropfgüter, 2 Tropfhäuser, 1 Hofstatt),
- das Rittergut Steinenhausen (13 Anwesen: 4 Höfe, 9 Gütlein),
- das Seniorat von Guttenberg-Guttenberg (10 Anwesen: 3 Güter, 2 Gütlein, 1 Söldengut, 3 Häuser, 1 Kaplaneihaus),
- das Rittergut Kirchleus (11 Anwesen: 1 Halbhof, 1 Gut, 6 Gütlein, 1 Tropfgütlein, 1 Haus, 1 Hofstättlein),
- das Rittergut Breitenreuth (1 Hof),
- das Rittergut Katschenreuth (1 Gut),
- die Pfarrei Melkendorf (2 Gütlein).[8]

Von 1797 bis 1810 unterstand der Ort dem Justiz- und Kammeramt Kulmbach. Mit dem Gemeindeedikt wurde 1811 der Steuerdistrikt Melkendorf gebildet, zu dem Affalterhof, Ameisloch, Frischenmühle, Herlas, Hitzmain, Kessel, Oberauhof, Oberzettlitz, Plosenberg, Unterkodach, Unterzettlitz, Weiher und Windischenhaig gehörten. 1812 wurde der Steuerdistrikt neu strukturiert. Zu diesem gehörten nun Oberauhof, Steinenhausen und Unterkodach. Zugleich entstand die Ruralgemeinde Melkendorf, die deckungsgleich mit dem Steuerdistrikt war. Sie war in Verwaltung und Gerichtsbarkeit dem Landgericht Kulmbach zugeordnet und in der Finanzverwaltung dem Rentamt Kulmbach (1919 in Finanzamt Kulmbach umbenannt). In der freiwilligen Gerichtsbarkeit unterstanden einige Anwesen bis 1848 Patrimonialgerichten, die an die Stelle der ehemaligen Rittergüter traten. Ab 1862 gehörte Melkendorf zum Bezirksamt Kulmbach (1939 in Landkreis Kulmbach umbenannt). Die Gerichtsbarkeit blieb beim Landgericht Kulmbach (1879 in das Amtsgericht Kulmbach umgewandelt). Die Gemeinde hatte eine Gebietsfläche von 4,546 km².
Melkendorf wurde mit der Eröffnung der Bahnstrecke Bayreuth Altstadt–Kulmbach im Jahr 1908 an das Eisenbahnnetz angebunden. Seit dem 3. September 1993 (Einstellung des Bahnverkehrs auf der letzten Teilstrecke von Kulmbach) verkehren dort keine Personenzüge mehr.
Im Zuge der Gebietsreform in Bayern wurde die Gemeinde Melkendorf am 1. Juli 1976 nach Kulmbach eingegliedert.

### Baudenkmäler
In der Bayerischen Denkmalliste sind 11 Baudenkmäler aufgeführt:
- St. Aegidius. Sie gilt als eine der ältesten Kirchen Oberfrankens.
- Friedhof
- Ehemaliges Kantorat
- Ehemaliges Schulhaus
- Drei Wohnhäuser
- Zwei Türrahmungen von Wohnhäusern
- Kleinbauernhaus
- Felsenkeller

Abgegangenes Baudenkmal:
- Haus Nr. 4: Zweigeschossiger Sandsteinbau, von drei zu fünf Achsen, nach Mitte des 18. Jahrhunderts. Zweiläufige Freitreppe, Portalrahmung und Gebälksims profiliert.[14]

### Einwohnerentwicklung

#### Gemeinde Melkendorf
| Jahr      | 1818  | 1840   | 1852   | 1855   | 1861   | 1867   | 1871   | 1875   | 1880   | 1885   | 1890   | 1895   | 1900   | 1905   | 1910   | 1919   | 1925   | 1933   | 1939   | 1946   | 1950   | 1952   | 1961   | 1970   |
| Einwohner | 440   | 462    | 435    | 432    | 400    | 426    | 401    | 419    | 449    | 458    | 451    | 463    | 463    | 442    | 484    | 522    | 539    | 606    | 662    | 1016   | 1078   | 947    | 1018   | 1020   |
| Häuser    | 65    |        |        |        |        |        | 71     |        |        | 78     | 79     |        | 76     |        |        |        | 86     |        |        |        | 110    |        | 147    |        |
| Quelle    | [ 9 ] | [ 16 ] | [ 16 ] | [ 16 ] | [ 17 ] | [ 18 ] | [ 19 ] | [ 20 ] | [ 21 ] | [ 22 ] | [ 23 ] | [ 16 ] | [ 24 ] | [ 16 ] | [ 25 ] | [ 16 ] | [ 26 ] | [ 16 ] | [ 16 ] | [ 16 ] | [ 27 ] | [ 16 ] | [ 11 ] | [ 28 ] |

#### Ort Melkendorf
| Jahr      | 001809 | 001818 | 001861 | 001871 | 001885 | 001900 | 001925 | 001950 | 001961 | 001970 | 001987 | 002010 | 002013 |
| Einwohner | 322    | 389 *  | 357    | 365    | 410    | 423    | 488    | 878    | 866    | 890    | †      | 718    | 699    |
| Häuser    |        | 58 *   |        |        | 70     | 70     | 79     | 103    | 140    |        | †      |        |        |
| Quelle    | [ 29 ] | [ 9 ]  | [ 17 ] | [ 19 ] | [ 22 ] | [ 24 ] | [ 26 ] | [ 27 ] | [ 11 ] | [ 28 ] | [ 30 ] |        | [ 1 ]  |

## Religion
Melkendorf ist seit der Reformation evangelisch-lutherisch geprägt und Sitz der Pfarrei St. Aegidius.